# Azanus occidentalis
Azanus occidentalis är en fjärilsart som beskrevs av Butler 1887. Azanus occidentalis ingår i släktet Azanus och familjen juvelvingar. Inga underarter finns listade i Catalogue of Life.